# Comté de Coös
Ne doit pas être confondu avec Comté de Coos.
Le comté de Coös [koɔs̪], en anglais : Coös County, est un comté situé dans l'extrême nord de l'État américain du New Hampshire. Son siège est la ville de Lancaster. Selon le recensement de 2020, sa population est de 31 268 habitants. Avec 10,97 % de personnes parlant français à la maison, c'est le comté le plus francophone de l'État.

## Géographie

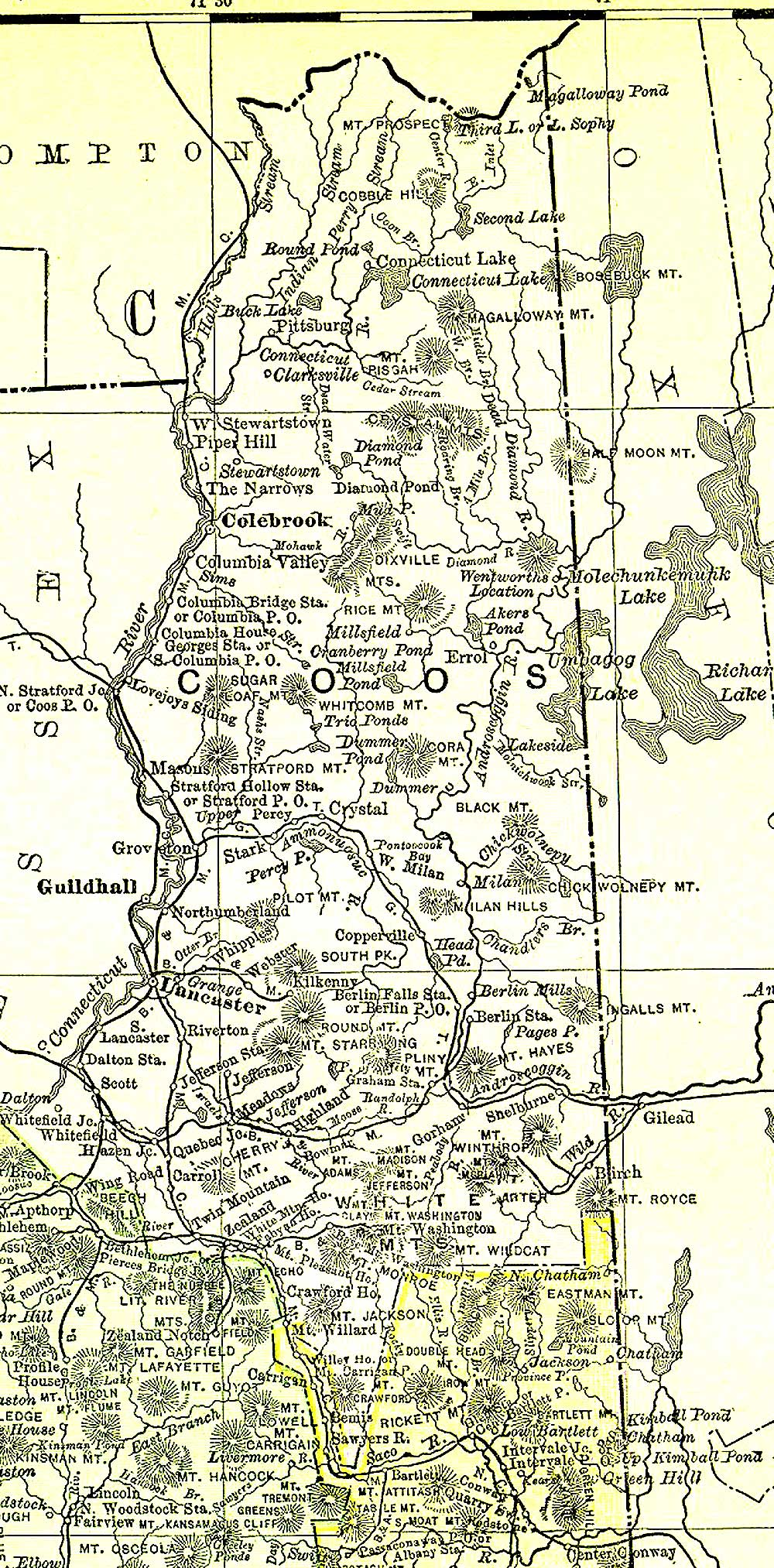
Comté de Coös en 1895.

La superficie du comté est de 4 743 km2, dont 4 663 km2 de terres. Le comté a des frontières avec la province canadienne du Québec au nord, l'État du Maine à l'est, et l'État du Vermont à l'ouest. Il est le seul comté du New Hampshire à la frontière canado-américaine, au sud de la province de Québec et est donc l'unique point d'entrée du New Hampshire, le poste frontalier Chartierville, Québec - Pittsburg, New Hampshire. Le Comté de Coos comprend la totalité de l'enclave du Nord de l'État qui dépasse d'environ 30 km  le 45e parallèle.  Les industries principales sont l'exploitation forestière et le tourisme, l'industrie de fabrication du papier autrefois dominante étant en forte baisse. Le comté chevauche deux des régions touristiques de l'État. La partie la plus méridionale du comté fait partie de la région des Montagnes blanches et inclus le Mont Washington. Le reste du comté est connu comme la grande région de forestière du Nord (Great North Woods). De nombreuses rivières arrosent la région; la Rivière Magalloway, un affluent de la Rivière Androscoggin y prend sa source; à quelques km a l'ouest, les 4 lacs Connecticut, la rivière Indians Stream, le Ruisseau Halls se déversent dans le Fleuve Connecticut; ce qui en fait tout un réseau de lacs et cours d'eau.

### Comtés voisins
|                       | Coaticook Le Haut-Saint-François Canada |                      |
| Comté d'Essex Vermont | Comté de Coös                           | Comté d'Oxford Maine |
| Comté de Grafton      |                                         | Comté de Carroll     |

## Démographie
Lors du recensement de 2010, le comté comptait une population de 33 055 habitants. Elle est estimée, en 2019, à 31 589 habitants.
| Groupe            | Comté de Coös | New Hampshire | États-Unis |
| ----------------- | ------------- | ------------- | ---------- |
| Blancs            | 96,9          | 93,1          | 72,4       |
| Métis             | 1,4           | 1,6           | 2,9        |
| Asiatiques        | 0,5           | 2,5           | 4,8        |
| Afro-Américains   | 0,5           | 1,4           | 12,6       |
| Amérindiens       | 0,4           | 0,2           | 0,9        |
| Autres            | 0,3           | 1,0           | 6,4        |
| Total             | 100           | 100           | 100        |
|                   |               |               |            |
| Latino-Américains | 1,2           | 2,8           | 16,7       |

Selon l'American Community Survey, en 2010, 87,13 % de la population âgée de plus de 5 ans déclare parler l'anglais à la maison, 10,97 % le français, 0,85 % l'espagnol et 1,05 % une autre langue.